# (2526) Alisary
Alisary és l'asteroide número 2526. Va ser descobert per l'astrònom Richard Martin West des de l'observatori de La Silla (Xile), el 19 de maig de 1979. La seva designació provisional era 1979 KX.